# 金家店站
金家店站是一个集通线上的铁路车站，位于内蒙古自治区通辽市开鲁县东风镇，建于1995年，目前为四等站，邮政编码为028406。目前客运：办理旅客乘降；不办理行李、包裹托运；货运：办理整车货物发到。